# SC Paderborn 07
SC Paderborn 07 é uma agremiação esportiva alemã, fundada em 1907, sediada em Paderborn, na Renânia do Norte-Vestfália. Atualmente disputa a 2. Bundesliga.

## História
O clube nasceu em 1985 da fusão de FC Paderborn e TuS Schloß Neuhaus. Assume o nome atual, mais curto, em 1997. O Neuhaus foi criado em 1907 como SV 07 Neuhaus, que por sua vez se uniu ao TuS 1910 Sennelager, uma equipe local, para formar o TuS Schloss Neuhaus em 1970. Neuhaus e Paderborn jogaram a terceira divisão pela maior parte da história, assim como o clube unificado.

## Notoriedade
A equipe é famosa por ter se envolvido em um imbróglio judiciário em 2004. Em 21 de agosto daquele ano o Paderborn derrotou surpreendentemente o Hamburgo por 4 a 2, em um encontro válido pela Copa da Alemanha.
Em 2005, veio a informação de que o árbitro da partida, Robert Hoyzer, havia recebido dinheiro de um sindicato de apostas croata para combinar o resultado, assinalando dois pênaltis em favor do Paderborn e um discutível cartão vermelho a um atleta do Hamburgo. Pouco tempo depois floresceram outros casos de apostas de resultados de partidas, quase todas de disputas oficiais, envolvendo treinadores e jogadores, os quais aceitavam somas de dinheiro em troca de influenciar os resultados das partidas.
O fato resultou no escândalo da Bundesliga de 2005, o maior da história do futebol alemão, nos últimos trinta anos, a apenas um ano da Copa do Mundo, que foi realizada em solo alemão.
| Entradas |         |                |
|          | Jogador | Clube anterior |

| Saídas |         |                  |
|        | Jogador | Clube de destino |

## Cronologia Recente
| Temporada | Divisão                         | Posição         |
| 1999–2000 | Regionalliga West/Südwest (III) | 13° (rebaixado) |
| 2000–01   | Oberliga Westfalen (IV)         | 1° (promovido)  |
| 2001–02   | Regionalliga Nord (III)         | 14°             |
| 2002–03   | Regionalliga Nord               | 8°              |
| 2003–04   | Regionalliga Nord               | 3°              |
| 2004–05   | Regionalliga Nord               | 2° (promovido)  |
| 2005–06   | 2° Bundesliga (II)              | 9°              |
| 2006–07   | 2. Bundesliga                   | 11°             |
| 2007–08   | 2. Bundesliga                   | 17° (rebaixado) |
| 2008–09   | 3. Fußball-Liga                 | 3° (play-off)   |
| 2009–10   | 2. Bundesliga                   | 5°              |
| 2010−11   | 2. Bundesliga                   | 12°             |
| 2011−12   | 2. Bundesliga                   | 5°              |
| 2012−13   | 2. Bundesliga                   | 12°             |
| 2013−14   | 2. Bundesliga                   | 2° (promovido)  |
| 2014−15   | Bundesliga                      | 18° (rebaixado) |
| 2015−16   | 2. Bundesliga                   | 18° (rebaixado) |
| 2016−17   | 3. Fußball-Liga                 | 18°             |
| 2017−18   | 3. Fußball-Liga                 | 2° (promovido)  |
| 2018-19   | 2. Bundesliga                   | 2° (promovido)  |
| 2019-20   | Bundesliga                      | 18° (Rebaixado) |
| 2020-21   | 2. Bundesliga                   | 9°              |
| 2021-22   | 2. Bundesliga                   | 7°              |
| 2022-23   | 2. Bundesliga                   | 6°              |